# Seleção Timorense de Voleibol Feminino
A seleção timorense de voleibol feminino é uma equipe asiática composta pelas melhores jogadoras de voleibol de Timor-Leste. A equipe é mantida pela Federação de Voleibol de Timor-Leste. A equipe não consta no ranking mundial da FIVB segundo dados de 23 de janeiro de 2013.

## Histórico
Em sua curta história, a equipe, a federação nacional filiou-se à FIVB apenas em 2004, obteve como principal logro a medalha de bronze nos Jogos da Lusofonia de 2006. A Seleção, controlada pela Federação de Voleibol de Timor-Leste, encontra-se em estágio semi-amador, tendo uma série de dificuldades para treinar 